# Dróżnik przejazdowy

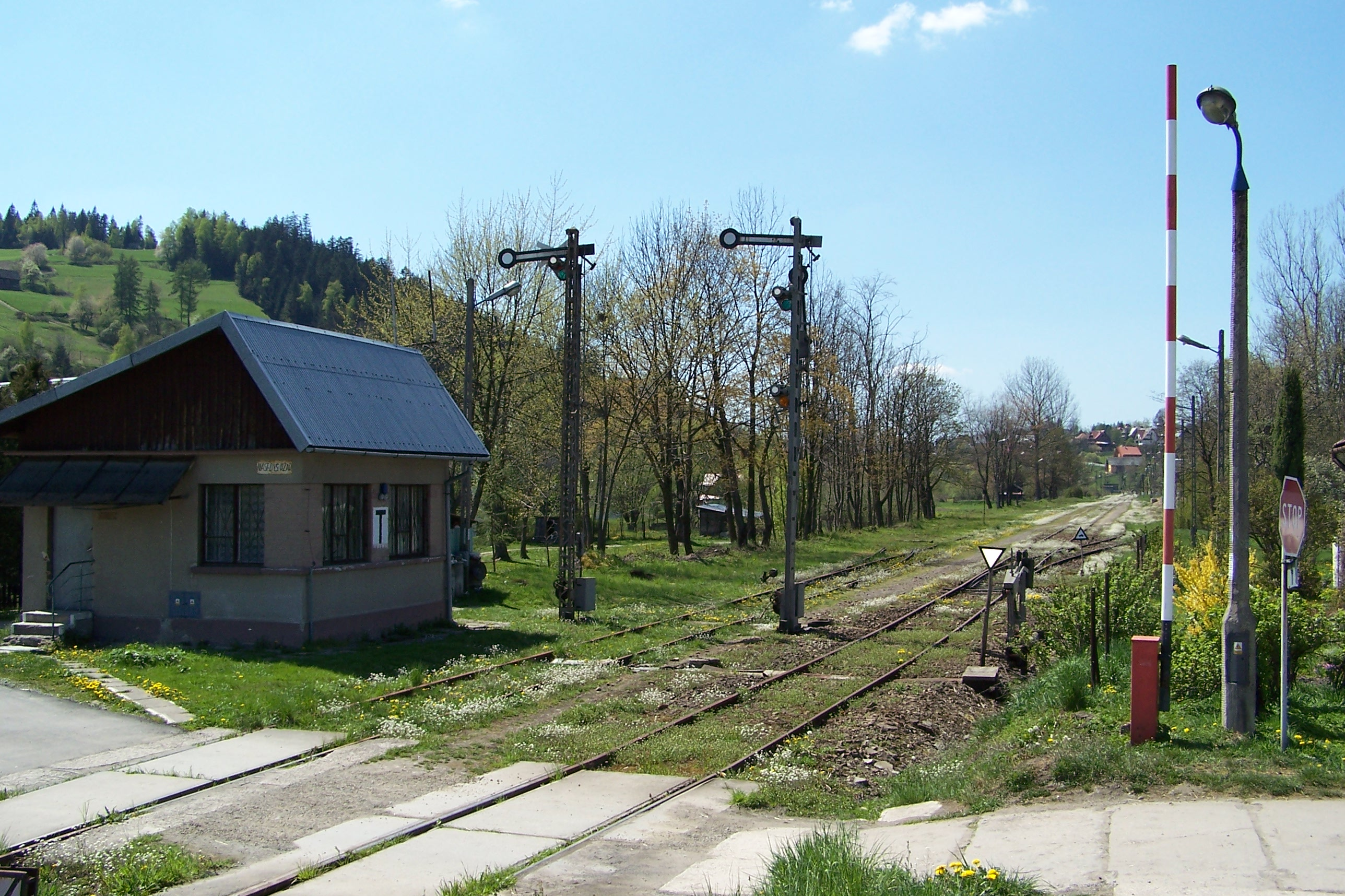
Budka dróżnika na przejeździe kolejowo-drogowym z zaporami przy stacji Rabka Zaryte

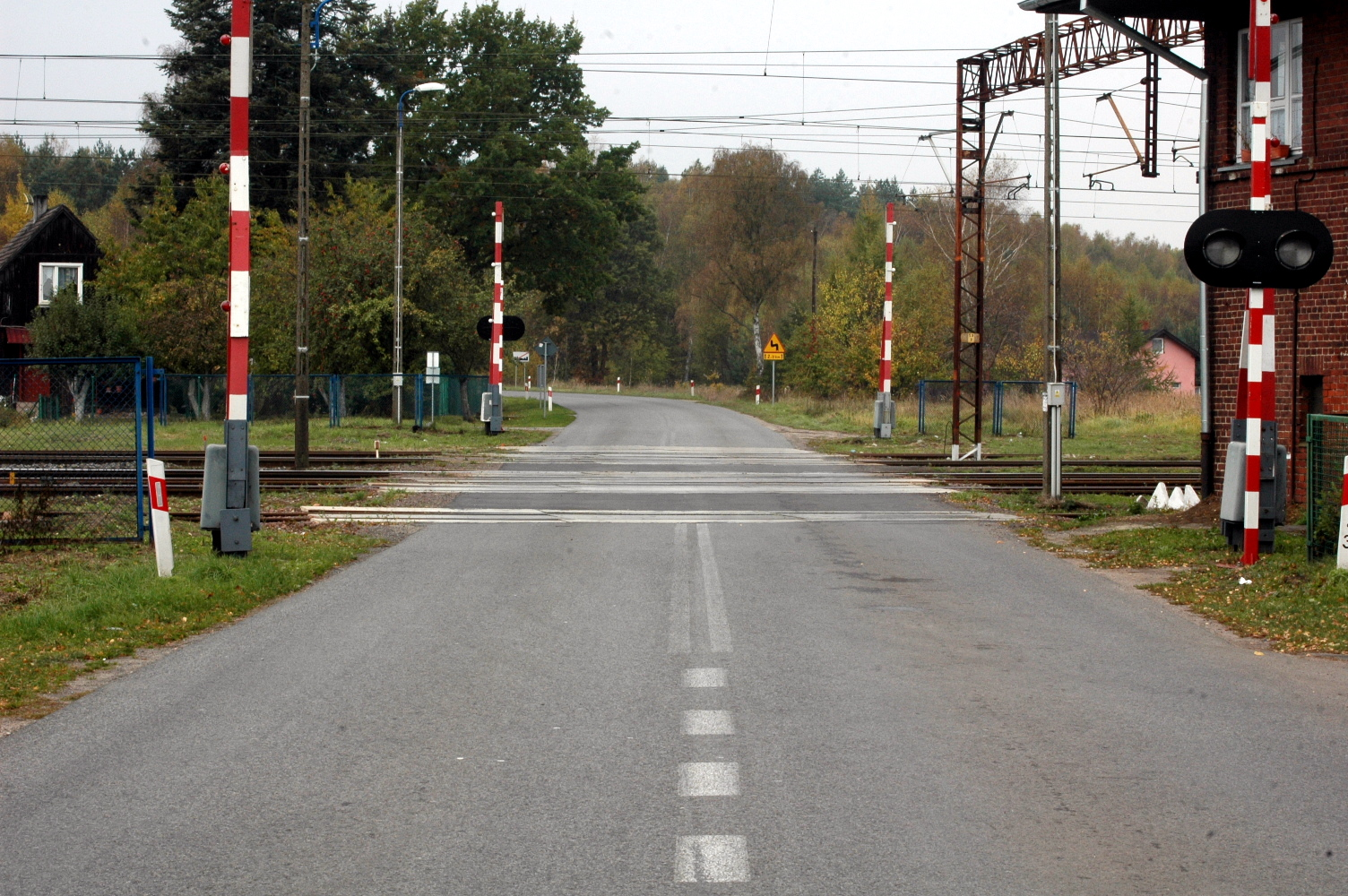
Dawny przejazd kolejowo-drogowy w Wysokiej Kamieńskiej obsługiwany przez dróżnika

Dróżnik przejazdowy – pracownik kolei, którego zadaniem jest obsługa przejazdów kolejowo-drogowych i przejść dla pieszych.
Do obowiązków dróżnika należy:
- prowadzenie nadzoru nad obsługiwanym przejazdem (lub przejazdami),
- zamykanie zapór i uruchamianie sygnalizacji na przejeździe po otrzymaniu informacji o wyjeździe pociągu, a także otwieranie tychże po minięciu przejazdu przez pociąg,
- obserwacja pociągów mijających przejazd i zgłaszanie widocznych usterek,
- pilnowanie porządku i utrzymywanie czystości na przejeździe,

a w określonych przypadkach także:
- nadzór nad stanem toru i podtorza w okolicy przejazdu,
- zatrzymywanie pociągów zbliżających się do przejazdu, gdy na przejeździe znajduje się przeszkoda.

Dróżnik jest funkcjonariuszem ochrony kolei, który na mocy kodeksu ruchu drogowego jest kierującym ruchem wszystkich jego uczestników, łącznie z pieszymi, rowerzystami, motorowerzystami i pojazdami kolejowymi w obrębie odpowiedniego przejazdu kolejowo-drogowego, co oznacza, iż wszyscy oni muszą się bezwzględnie stosować do wydawanych przez niego poleceń.
Dróżników zatrudnia zarządca infrastruktury kolejowej (najczęściej są to PKP Polskie Linie Kolejowe), do których zazwyczaj należy nadzór i zabezpieczenie skrzyżowań w jednym poziomie dróg kołowych z liniami kolejowymi.